# Acacia setigera
Acacia setigera é uma espécie de leguminosa do gênero Acacia, pertencente à família Fabaceae.